# John Osborn
John Osborn, född den 8 september 1945, är en brittisk seglare.
Han tog OS-guld i tornado i samband med de olympiska seglingstävlingarna 1976 i Montréal.